# Robert Finster
Robert Finster (Bruck an der Mur, 1984) es un actor austríaco. Saltó a la fama por haber interpretado a Sigmund Freud en Freud.

## Trayectoria
Finster nació en Graz; sus padres eran músicos. De niño aprendió a tocar el violín y pertenecía a un coro. Más tarde, fue miembro del grupo de cabaret Andritzer Treffpünkte y trabajó de forma independiente en el campo de las telecomunicaciones. Primero, quería estudiar en el espectáculo de Graz, pero fue rechazado. A partir de 2007, finalmente estudió actuación en el Seminario Max Reinhardt en Viena y completó con éxito sus estudios en 2011.
En el Festspiele Reichenau fue visto en 2011 en La señorita Else y en 2012 en la novela del escritor Stefan Zweig, La piedad peligrosa. Desde 2011 tocó en el Vorarlberger Landestheater en Tartuffe, "Die verzauberten Brüder", Madre Coraje y sus hijos y Ronja, la hija del bandolero. En 2012 apareció en el escenario en el Graz Theater am Lend con Cafe deja vu, en el Garage X Theater Petersplatz en 2014 en The Measure of Things de Neil LaBute. En 2015 tocó en el Teatro Nacional de Bosnia Zenica en Balkan Requiem, también fue visto en Wiener Lustspielhaus de Adi Hirschal como Hamlet y jugó con el Aktionstheater Ensemble en Angry Joung Men y Kein Stück über Syrien.
En 2014 interpretó el papel de Pietschi Mordelt, en la película El guardián de mi hermano; en 2016 interpretó a Karl Hoeller en Stefan Zweig: Adiós a Europa (en alemán: Vor der Morgenröte). En 2017, filmó la película televisiva ORF/ARD Dennstein & Schwarz – Sterben macht Erben y la serie televisiva ORF Walking on Sunshine, frente a la cámara.
En Freud, la primera colaboración entre Netflix y ORF (una serie sobre Sigmund Freud) asumió el papel principal.  Ha sido miembro del conjunto en el Schauspielhaus Graz desde la temporada impartida entre el 2019 y 2020.

## Filmografía
- 2011: Wie man leben soll
- 2012: Vier Frauen und ein Todesfall
- 2013: CopStories
- 2014: Hüter meines Bruders
- 2014: Boͤsterreich
- 2016: Die Hochzeit
- 2016: Kästner und der kleine Dienstag
- 2016: Vor der Morgenröte
- 2017: Krieg
- 2018: Dennstein & Schwarz – Sterben macht Erben
- 2018: SOKO Donau
- 2019: Walking on Sunshine
- 2019: Kaviar
- 2019: SOKO Kitzbühel
- 2020: Freud[13]